# Asimov's Science Fiction
Asimov's Science Fiction (originariamente Isaac Asimov's Science Fiction Magazine) è una rivista statunitense di fantascienza che prende il nome dallo scrittore Isaac Asimov. Venne pubblicata per la prima volta nel 1977 da Davis Publications e dal 2012 è pubblicata da Penny Publications, con 10 numeri all'anno (uno al mese con numeri doppi in aprile/maggio e ottobre/novembre).
La diffusione nel 2012 era di 22593 copie, come riportato nella rilevazione annuale di Locus.

## Storia
Asimov's Science Fiction inizialmente si chiamava Isaac Asimov's Science Fiction Magazine (o IASFM). Joel Davis della Davis Publications contattò Asimov per chiedergli di dare il suo nome ad una rivista di fantascienza. Asimov accettò, rifiutando l'invito ad esserne il curatore editoriale ma accettando di collaborare come direttore editoriale, scrivendo gli editoriali e le risposte alle lettere dei lettori fino alla sua morte nel 1992.
La rivista era inizialmente un trimestrale e il suo primo numero fu quello della primavera 1977. Nel 1978 divenne un bimestrale e l'anno successivo un mensile. Negli anni ottanta era pubblicata ogni 4 settimane, con un numero extra a metà dicembre. I numeri doppi vennero introdotti nei primi anni novanta, e successivamente le uscite annuali furono ridotte alle attuali 10.
La rivista venne venduta all'editore Bantam Doubleday Dell nel gennaio 1992, cambiando il proprio nome in Asimov's Science Fiction. Nel 1996 Dell Magazines fu acquisita da Crosstown Publications e dal 2012 è parte di Penny Publications.
Opere pubblicate su Asimov's hanno ricevuto in 44 occasioni il premio Hugo e in 24 il premio Nebula, mentre i curatori editoriali della rivista hanno ricevuto 18 volte il premio Hugo come miglior curatore.

## Distribuzione
La rivista è in vendita nelle edicole americane, mentre i lettori internazionali possono abbonarsi alla versione cartacea sul sito di Asimov's, oppure alla versione digitale attraverso Fictionwise.

## Edizioni in altre lingue
La rivista ha avuto edizioni estere in varie lingue.
In Italia in particolare si sono succedute dal 1979 al 1995 numerose edizioni diverse di breve durata per varie case editrici. La prima versione, intitolata La Rivista di Isaac Asimov, fu pubblicata da Arnoldo Mondadori Editore dal 1978 al 1980 per un totale di 11 uscite. Contemporaneamente la SIAD Edizioni pubblicò per breve tempo dal 1979 al 1980 Rivista di Isaac Asimov. Avventure Spaziali e Fantasy (4 uscite) e poco dopo, dal 1981 al 1982, Asimov. Rivista di Fantascienza (11 numeri) curata da Vittorio Curtoni.
La rivista, col nome Isaac Asimov Science Fiction Magazine e con Daniele Brolli come direttore responsabile, venne pubblicata per 6 numeri dall'editrice Telemaco nel 1993, per poi passare alla Phoenix Enterprise Publishing Company, che dal 1994 al 1995 pubblicò 18 numeri.

## Curatori editoriali
- George H. Scithers, 1977-1982
- Kathleen Moloney, 1982 [interim]
- Shawna McCarthy, 1983-1985
- Gardner Dozois, 1986-2004
- Sheila Williams, 2004-